# Pont de Térénez
Pour les articles homonymes, voir Térénez.
Le pont de Térénez enjambe l'Aulne entre Argol et Rosnoën sur la route départementale 791 qui relie Crozon au Faou. Il est situé dans le Finistère et est considéré comme un élément essentiel de désenclavement pour la presqu'île de Crozon, évitant un détour de 47 km via Châteaulin afin de rejoindre le Nord-Finistère.

## Histoire
Avant la construction du pont, la traversée de l'Aulne se faisait par bacs afin d'assurer la continuité de la route nationale. Les accidents étaient très nombreux, notamment les jours de foire en raison d'un bac à fond plat et peu manœuvrable qui était emporté par le courant des marées et chavirait. L'Aulne engloutissait les hommes, les chevaux et les marchandises.

### Pont de 1925

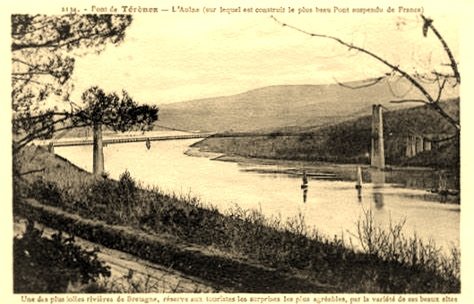
Le premier pont suspendu de Térénez (1925).

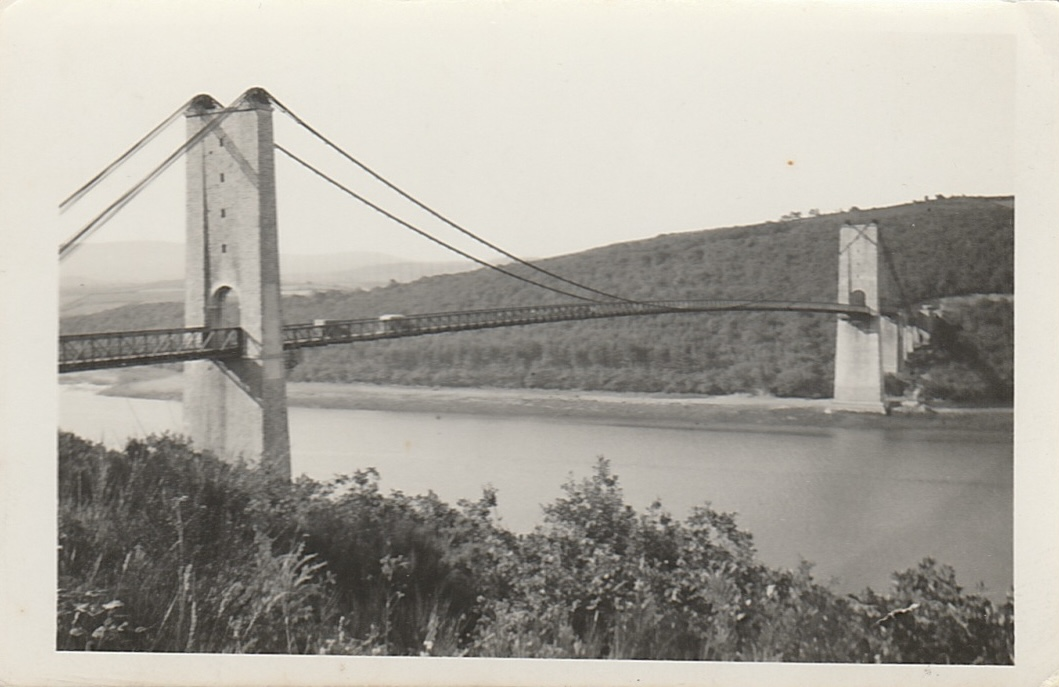
Le premier Pont de Térénez vu de Crozon

Le premier pont de Térénez a été construit entre 1913 et 1925. C'était un pont suspendu d'une longueur de 350 m, dont 272 m pour la portée principale. Le 13 décembre 1925, il est ouvert à la circulation. Il est alors le plus grand pont suspendu d'Europe. 
Le 21 octobre 1943, Hervé Quillien, ancien capitaine au long cours, est tué par une patrouille allemande alors qu'il passait en bateau sous le pont de Térénez. 
Ce pont de Térénez aurait été détruit le 24 août 1944 par l'armée allemande, afin de retarder l'avance des troupes alliées. Cependant, des témoins affirment qu'il fut détruit par des bombardements américains, en même temps que ceux-ci bombardaient la ville de Telgruc, à proximité. Les restes du pont sont toujours présents au fond de l'Aulne.

### Pont de 1952
Le nouveau pont, basé sur ses piles d'origine, n'est terminé qu'en 1952. C'est un pont suspendu, comme le précédent, qui reprend les mêmes mensurations : longueur de 350 m, dont 272 m pour la portée principale. Malheureusement, la pénurie de matériaux de qualité à l'époque entraîne l'utilisation de ciment de mauvaise qualité. Le pont contracta alors le « cancer du béton » (alcali-réaction) et se trouva sous étroite surveillance à partir de 1992, année du constat. Il fut démoli bien après la mise en service du nouveau pont. Faute de budget, les travaux commencèrent début 2014 pour s'achever fin 2014. Il fut scié en plusieurs tronçons. Les culées construites aux deux extrémités du premier pont de 1925 furent conservées et servent désormais de belvédère.

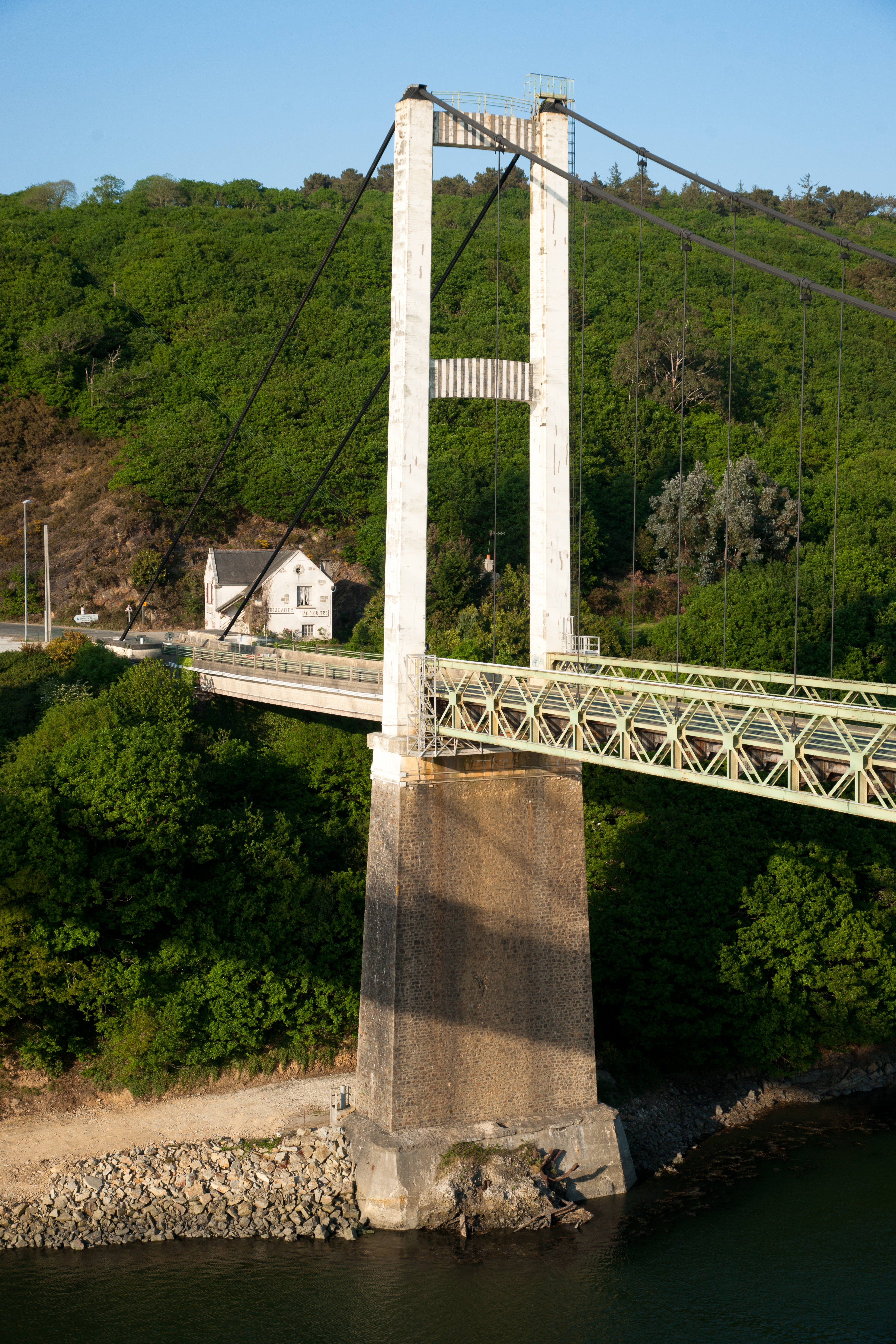
La pile nord.
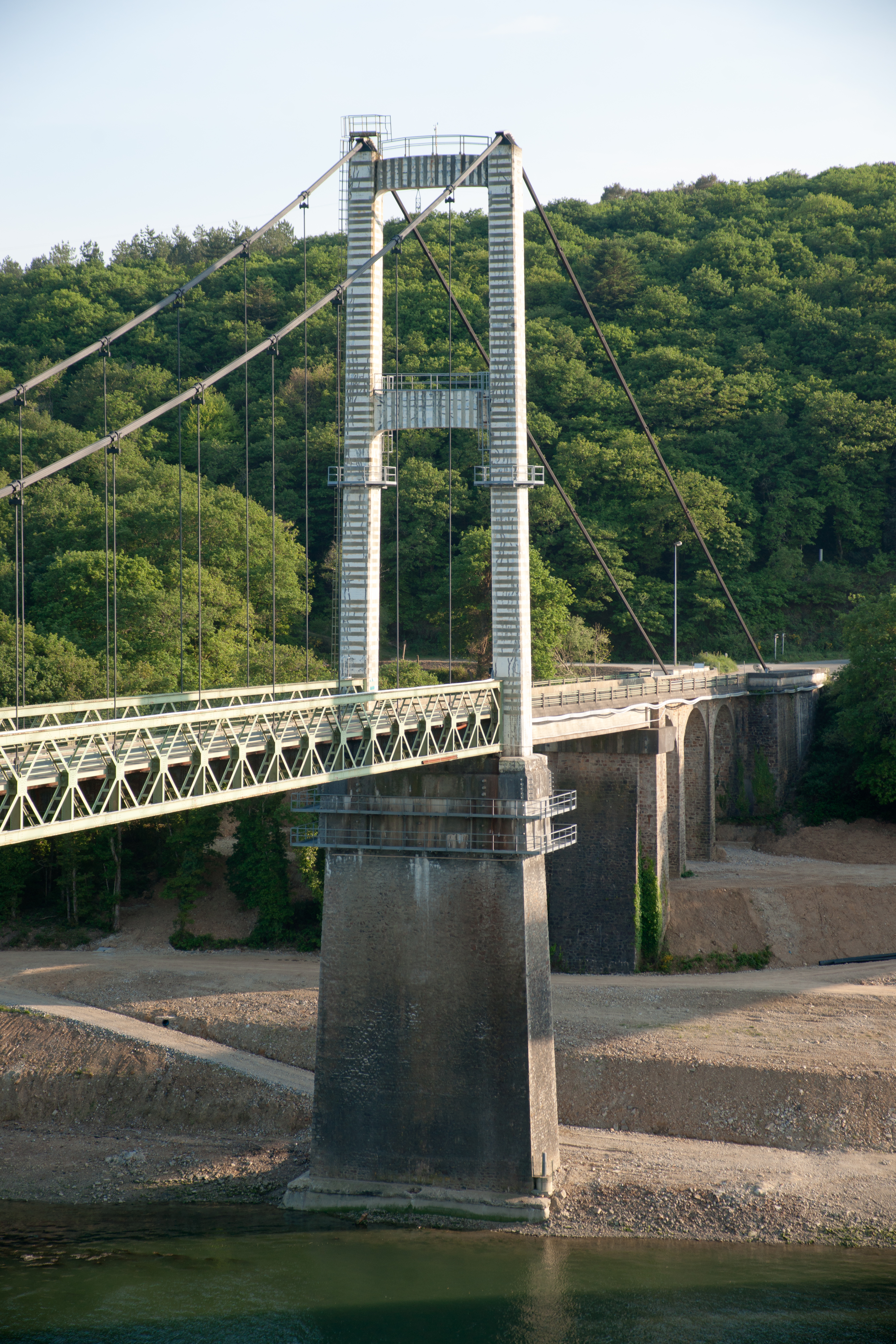
La pile sud.
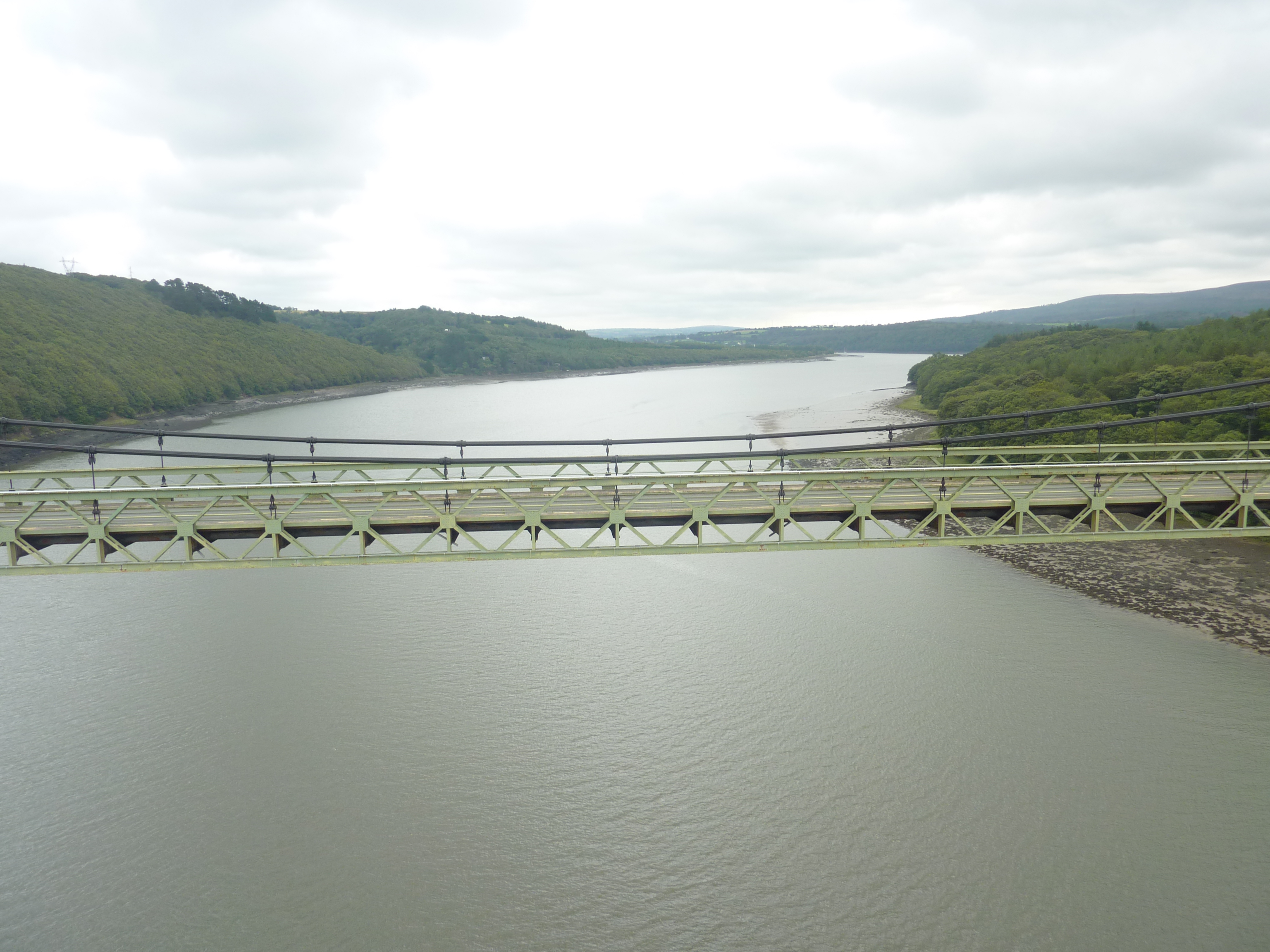
L'Aulne coulant paisiblement sous le tablier du pont de 1952.
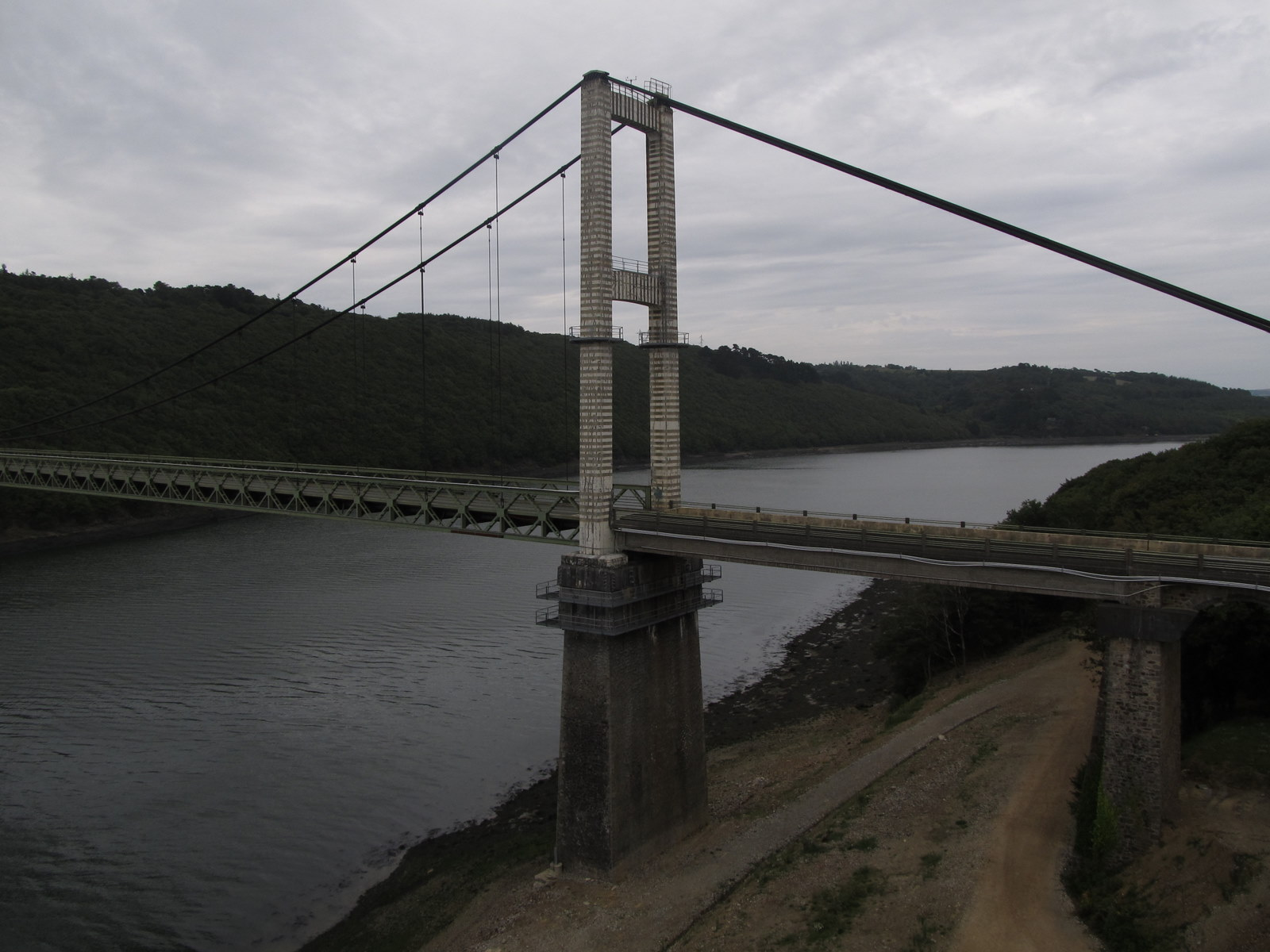
Une pile du pont de 1952.
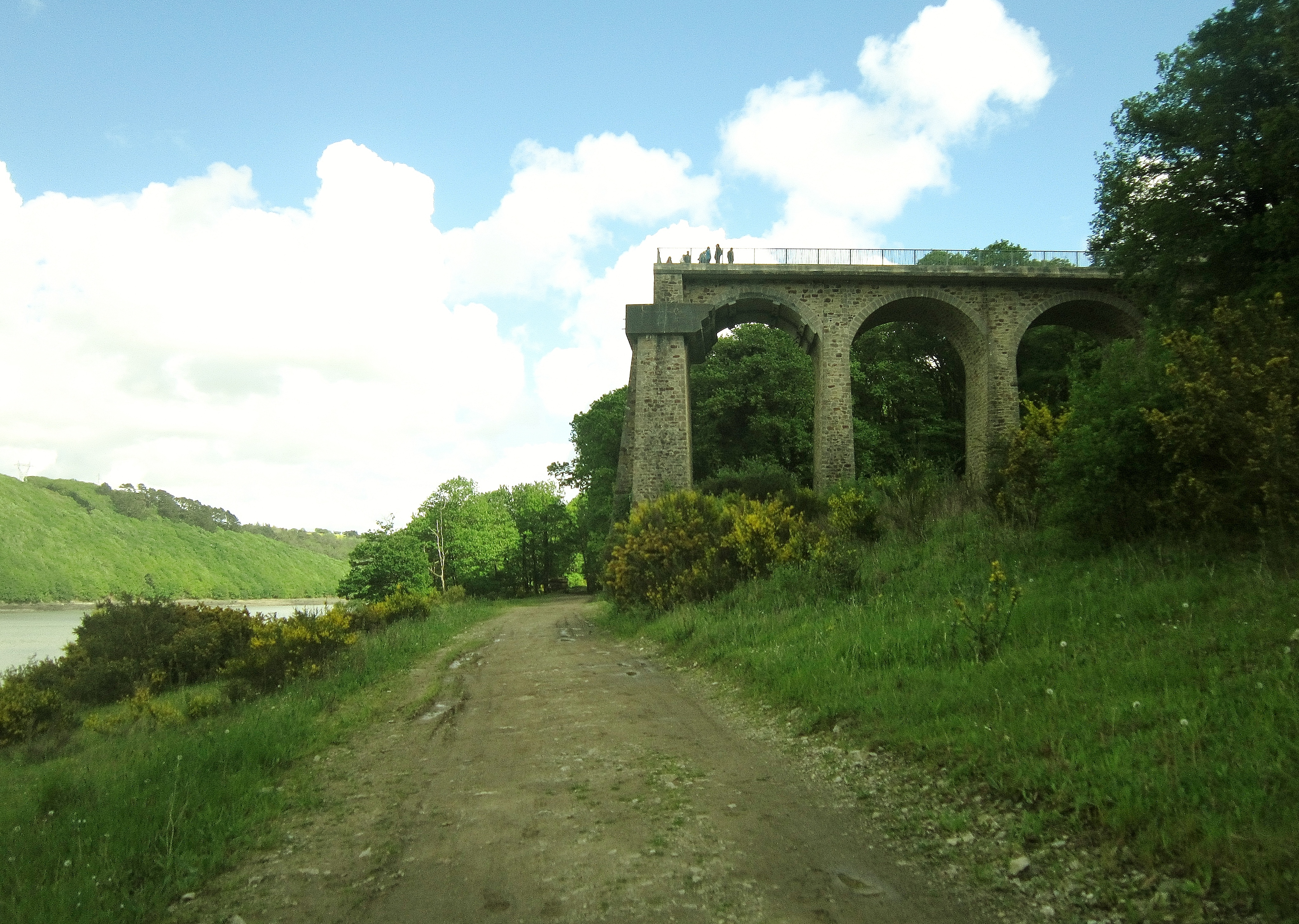
Les arches des culées subsistantes du tout premier pont de Térénez qui avaient été réutilisées par celui de 1952. Ici, celles du côté d'Argol, au sud, formant un belvédère sur la rive gauche de l'Aulne maritime.

### Pont de 2011
En 1998, le projet retenu s'oriente vers une reconstruction du pont de Térénez à proximité du pont actuel. L'option majeure est d'offrir des accès en courbe pour fluidifier la circulation. Sur le pont de 1952, les accès à angle droit ne permettaient pas le croisement d'un camion avec une semi-remorque et d'un autre véhicule, l'un devant céder le passage à l'autre.
Le chantier a débuté le 19 avril 2007. Les boîtes d'ancrage des haubans, au sommet des piliers, ont été respectivement hissées le 7 juillet 2009 en rive gauche (côté Argol sur la presqu'île) et le 13 janvier 2010 en rive droite (côté Rosnoën). La première moitié de la structure, à partir du pilier rive gauche, a été achevée fin mars 2010 et l'ensemble de la structure, reliant les deux rives, fin août 2010. L'inauguration a eu lieu le week-end des 16 et 17 avril 2011. Le samedi 16 avril, a lieu l'inauguration proprement dite puis le passage symbolique du Tour cycliste du Finistère sur le nouveau pont. Le dimanche 17 avril a lieu la fermeture totale de l'axe routier pour laisser place à des animations. L'accès aux deux ponts est alors réservés aux piétons, aux cavaliers et à un défilé de véhicules anciens de collection (voitures et camions). Il a ensuite été ouvert définitivement à la circulation le même jour aux alentours de 23 h. Le nouveau pont de Térénez est le premier pont courbe à haubans de France, de 515 m de portée dont 285 m pour la travée centrale. L'ouvrage a été conçu par l'architecte Charles Lavigne et l'ingénieur Michel Virlogeux.
Thomas Lavigne et Christophe Cheron ont assuré le suivi architectural de l'ouvrage pendant le chantier.
C'est une première mondiale : jamais un pont à haubans de forme circulaire n'avait été construit. L'ouvrage est récompensé en 2013 par le World Infrastructure Award et en 2014 par le prix du plus bel ouvrage d’art remis par la Fédération internationale du béton. Il détient le record du monde de portance en courbe et sans support.
En juin 2017, le pont fut le cadre du tournage du téléfilm Peur sur la base dont l'intrigue se déroule dans la rade de Brest et qui a pour héroïne une gendarme interprétée par Audrey Fleurot.
Des vues aériennes du pont à haubans figurent à plusieurs reprises dans le film Le mystère Henri Pick de Rémi Bezançon (2019) dans lequel jouent notamment  Fabrice Luchini et Camille Cottin. 
Le samedi 26 juin 2021, le Tour de France passe sur le pont de Térénez lors de la première étape de Brest à Landerneau via Quimper. 

La construction du nouveau pont de Térénez
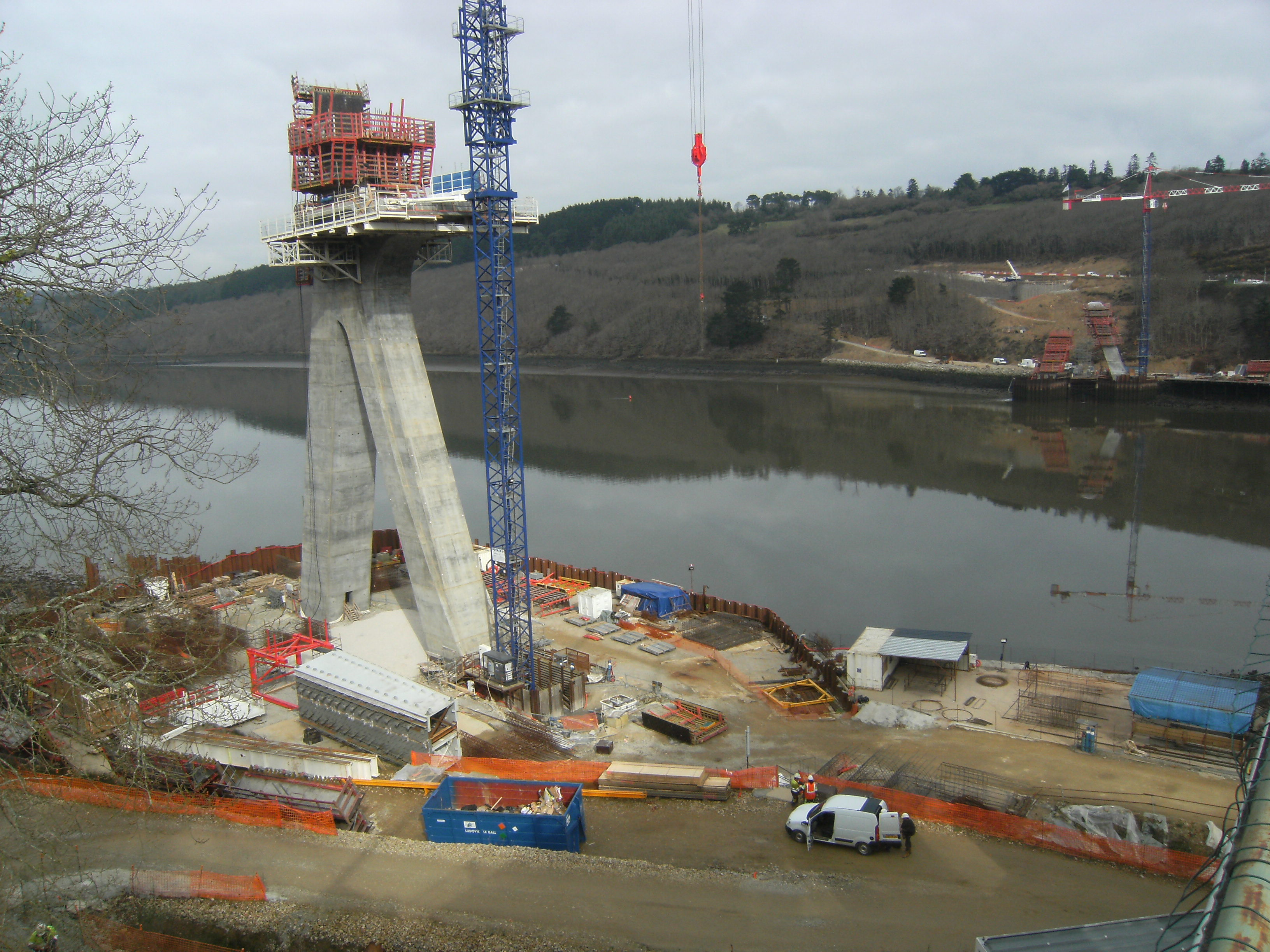
Le pont de 2011 en construction : état des travaux en février 2009, vue de la rive gauche (Argol).
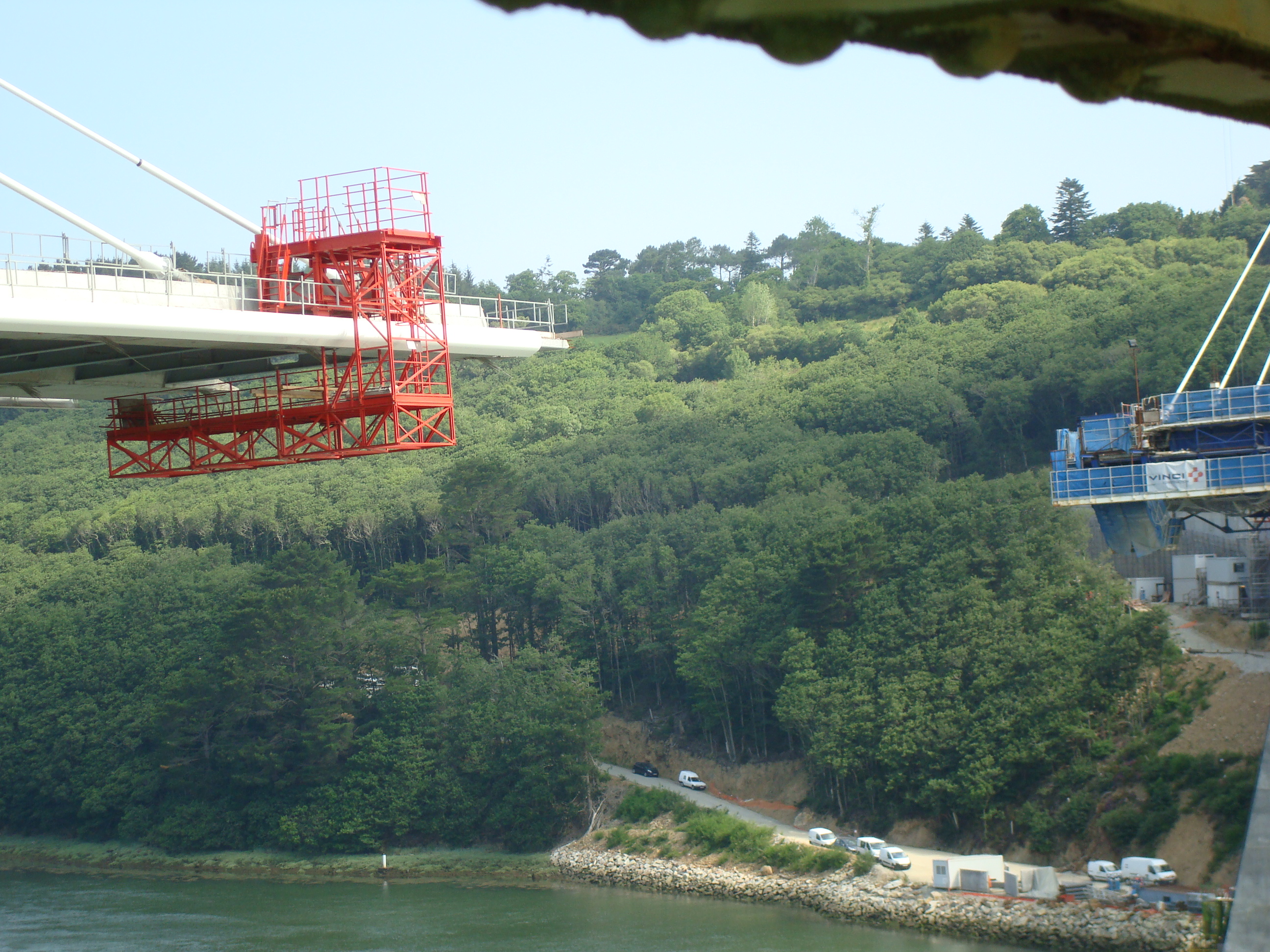
L'avancement de la construction du tablier le 17 juin 2010.

### Déconstruction du pont de 1952
Il est décidé en 2013 de détruire l'ancien pont de 1952 qui est inutilisé depuis l'ouverture du nouvel ouvrage. Le site étant classé Natura 2000, le pont fut déconstruit afin de récupérer une partie des matériaux qui le constituaient, et d'étudier (dans un laboratoire de Saint-Brieuc) certains éléments des pylônes atteints d'alcali-réaction. 
Le chantier a débuté au début du mois de janvier 2014. Le tablier central est totalement démonté en juillet 2014. En octobre 2014, c'est au tour des pylônes d'être progressivement démantelés. Début 2015, le chantier est achevé et les anciennes culées du premier pont sont aménagées. Elles supportent désormais deux belvédères, permettant d'observer le nouveau pont.

## Dans la culture populaire
- Le pont apparaît à plusieurs reprises dans le film Le Mystère Henri Pick de Rémi Bezançon lors des allers-retours de Jean-Michel Rouche entre Paris et Crozon[11].
- Le pont apparait au début du film Plancha d'Éric Lavaine sorti en 2022.